# Autohipnoza
Autohipnoza este o formă, proces sau rezultat al unei hipnoze autoinduse în care, de obicei, se face uz de autosugestie.. Autohipnoza poate face o persoană să aibă mai mult randament decât în mod normal.

## Utilizări
Autohipnoza este utilizată pe scară largă în hipnoterapia modernă. Aceasta poate lua forma unei hipnoze efectuate prin intermediul unei rutine învățate. Hipnoza poate ajuta la gestionarea durerii, a anxietății, a depresiei, a tulburărilor de somn, a obezității, a astmului, a afecțiunilor pielii. Cei care ajung să stăpânească bine această practică, își pot îmbunătăți concentrarea, memoria, rezolvă mai ușor problemele, își atenuează durerile de cap și chiar își pot îmbunătăți controlul emoțiilor.

### Pași frecvent utilizați în auto-hipnoza
Auto-Hipnoza necesită patru etape distincte.
Pasul 1: Motivația. Fără o motivație adecvată, un individ va găsi că este foarte dificil să practice auto-hipnoza
Pasul 2: Relaxare: individul trebuie să fie complet relaxat și trebuie să-și rezerve timp pentru a efectua acest act. În plus, distragerile trebuie să fie eliminate cât mai complet întrucât este nevoie de atenție.
Pasul 3: Concentrare: individul trebuie să se concentreze perfect, deoarece se generează energie de fiecare dată când mintea se concentrează pe o singură imagine.
Pasul 4: Regie: Aceasta este o modalitate utilizată numai atunci când persoana vrea să lucreze cu un anumit scop. Individul trebuie să-și direcționeze concentrarea pe vizualizarea rezultatului dorit.

### James Braid
În limba engleză termenul de "hipnoză" a fost introdus în anul 1841 de către medicul și chirurgul scoțian James Braid. El susține că a utilizat pentru prima dată autohipnoza (după cum face referință undeva) la doi ani după descoperirea hipnotismului, pe care l-a predat mai întâi clienților săi, înainte de a-l practica pe el însuși: "primele mele experimente asupra acestui punct [adică autohipnoza] au fost întreprinse, în prezența unor prieteni, pe 1 mai 1843 și în următoarele zile. Cred că au fost primele experimente de acest fel care au fost încercate vreodată și au reușit de fiecare dată 
Într-o lucrare ulterioară, Observații despre transă sau hibernarea umană (1850), Braid oferă, probabil, prima relatare despre autohipnoză a cuiva care a întreprins-o asupra lui însuși:

Relatarea lui Braid despre autohipnoză

„Se spune adesea că a vedea înseamnă a crede, dar abia a simți este adevărul adevărat. Vă voi vorbi, prin urmare, despre rezultatul experienței mele de hipnotism asupra propriei mele persoane. Pe la  mijlocul lui septembrie 1844, am suferit un atac dintre cele mai severe de reumatism, implicând partea stângă a gâtului și a pieptului, și brațul stâng. La început durerea a fost moderat severă, și am luat niște medicamente ca să o potolesc; dar, în loc de aceasta, ea a devenit mai violentă și m-a chinuit timp de trei zile; a fost atât de chinuitor că nu am închis ochii trei nopți succesiv, iar în ultima din cele trei nopți, nu mai puteam rămâne în nicio poziție mai mult de cinci minute, din cauza durerii. A doua zi, înainte de prânz, în timp ce mergeam să-mi văd pacienții, fiecare hurducătură îmi înfigea cuțite în umăr, în piept și în gât. Fiecare respirație era însoțită de o durere ascuțită ca un pumnal, ca atunci când ai pleurezie. Când m-am întors acasă pentru cină, nu-mi puteam întoarce capul, ridica brațul, și nici să respir fără a suferi durere extremă. În această stare, am hotărât să încerc eu însumi efectele hipnozei. Am solicitat doi prieteni, care erau prezenți, și care cunoșteau procedura, să urmărească efectele și să mă trezească după un anumit timp; și, cu asigurarea lor că vor fi foarte atenți, m-am așezat și m-am autohipnotizat. La capătul a nouă minute m-au trezit și, spre plăcuta mea surprindere, aproape nu mai aveam dureri, fiind capabil să mă deplasez cu ușurință. Spun plăcut surprins pentru că, deși am văzut asemenea efecte la mulți pacienți de ai mei, una este să auzi de durere, și alta este să o simți. Suferința mea a fost atât de adâncă, încât nu mi-am putut imagina că, vreodată, cineva a suferit atât de intens ca mine; și, prin urmare, mă așteptam doar la o atenuare; când colo, durerea practic m-a părăsit. Am continuat să mă simt bine toată după-amiaza, am dormit bine toată noaptea, iar dimineața următoare am simțit un pic de rigiditate, dar nicio durere. O săptămână după aceea, am avut o revenire ușoară a durerii, pe care am eliminat-o efectuând o nouă autohipnoză; și am rămas destul de liber de reumatism până astăzi, la șase ani distanță.”

### Émile Coué
Émile Coué a fost una dintre cele mai influente figuri în dezvoltarea ulterioară a autohipnozei. Metoda lui a "autosugestiei conștiente" a devenit un sistem de auto-ajutor faimos la începutul secolului al 20-lea. Deși Coué s-a distanțat de conceptul de "hipnoză", s-a referit uneori la ceea ce făcea ca fiind autohipnoză, ca și urmașii săi, cum ar fi Charles Baudouin. Hipnoterapeuții moderni îl consideră un precursor al lor.

### Antrenamentul autogen
Antrenamentul autogen este o tehnica de relaxare elaborată de către psihiatrul german Johannes Schultz și publicat pentru prima dată în 1932. Schultz și-a bazat abordarea pe lucrarea hipnotizatorului Oskar Vogt. Tehnica presupune o progresare pas-cu-pas, care începe cu condiționarea fiziologică, cum ar fi relaxarea musculară, controlul respirației și controlul ritmului cardiac. Apoi se continuă cu condiționarea psihică prin imagerie mentală, terapie acustică etc.

### Autohipnoza și stresul
Pacienților care sunt stresați și/sau le lipsește stima de sine li se pot preda tehnici de autohipnoză care pot induce relaxare și/sau pot consolida stima de sine. Mai exact, odată ce pacientul este într-o stare de autohipnoză, terapeutul poate comunica mesaje pacientului, permițând astfel apariția relaxării și a întăririi procesului.
Atunci când se predă autohipnoza, un cuvânt sau o frază se dau pacientului pentru a le repeta. Acest lucru nu va funcționa decât dacă pacienții folosesc în mod deliberat cuvântul sau fraza pentru a se hipnotiza pe ei înșiși.
În plus, deoarece stresul împiedică buna funcționare a sistemului imunitar, cercetătorii de la Ohio state University au ajuns la concluzia că autohipnoza pentru a preveni stresul poate, de asemenea, ajuta la protejarea sistemului imunitar împotriva efectelor negative ale stresului. Au dovedit acest lucru arătând că studenții care efectuează autohipnoza în timpul săptămânilor de examen stresant manifestau un sistem imunitar mai puternic în comparație cu cei care nu învățaseră această tehnică.

### Anestezie la naștere
Autohipnoza poate ajuta femeile în travaliu să-și atenueze durerile. Joseph DeLee, un obstetrician, a declarat la începutul secolului 20 că hipnoza a fost singurul anestezic fără risc la naștere. Tehnicile de autohipnoză includ:
1. Anestezia cu mănușa: pretinzând că ți-a amorțit mâna și plasând-o într-o zonă a corpului dureroasă, pentru a elimina acolo senzația de durere.
2. Distorsiunea timpului: perceperea perioadelor de timp însoțite de durere, cât mai scurte, iar a celor lipsite de durere de cât mai lungă durată.
3. Transformarea imaginativă: imaginând durerea ca un non-pericol, ca o senzație acceptabilă (poate doar de presiune), care nu cauzează probleme.

### Alte utilizări
Gândirea autodirijată  care se bazează pe hipnoză poate fi folosită pentru multe alte probleme, inclusiv problemele de comportament.

## Cercetare
Revizuind rezultatele a trei studii anterioare în acest domeniu, John F. Kihlstrom a concluzionat: "Compararea autohipnozei cu mai tradiționala 'hetero'-hipnoză arată că acestea sunt puternic corelate." 

## A se vedea, de asemenea,
- Condiționarea acoperită
- Meditația ghidată